# 近江大橋

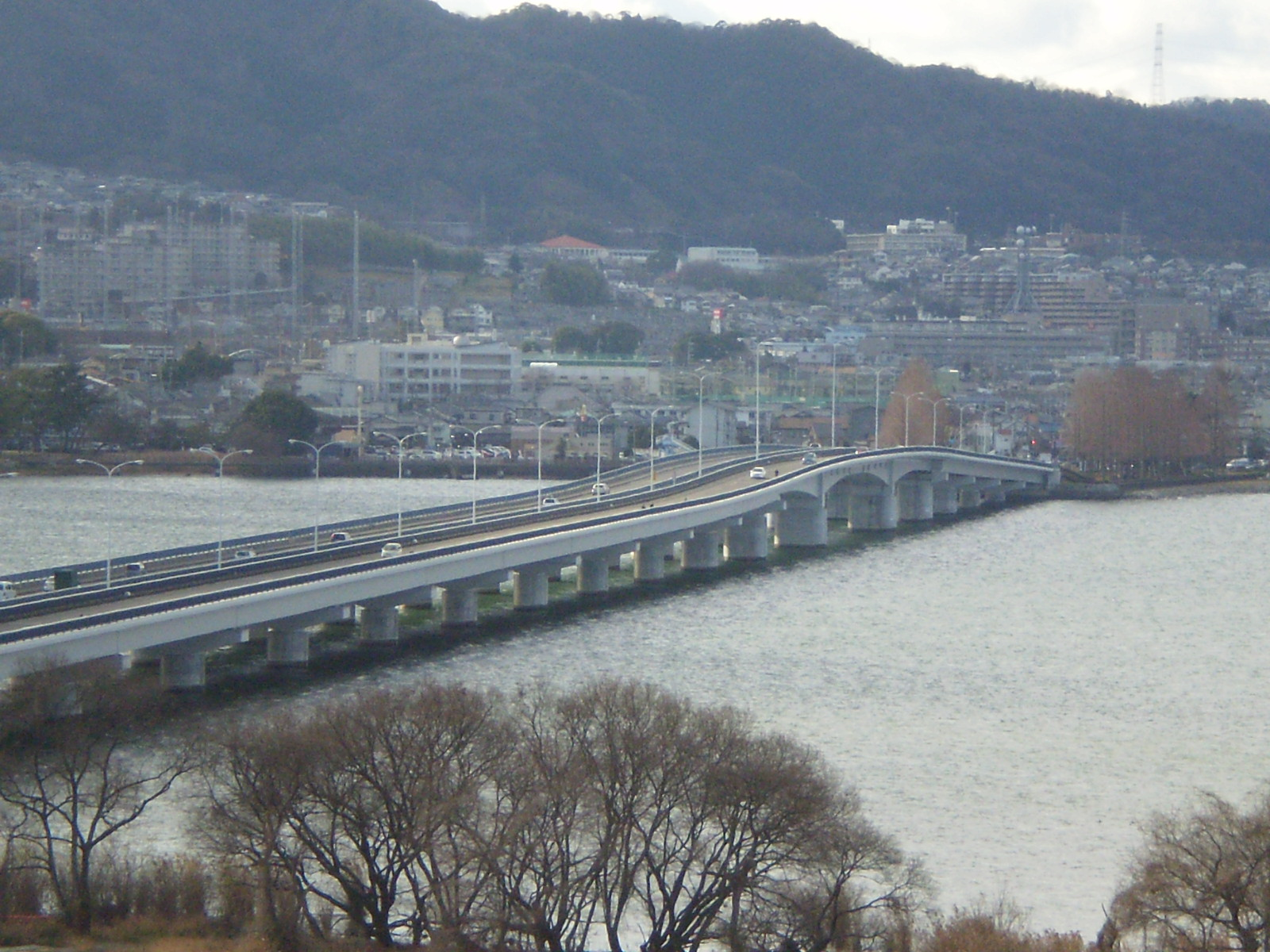
イオンモール草津立体駐車場の展望台から

近江大橋（おうみおおはし）は、滋賀県大津市丸の内町と同県草津市新浜町を結ぶ琵琶湖上の道路橋である。近江大橋有料道路の一部として滋賀県道路公社が建設し、管理していたが、2013年12月26日をもって無料開放された。琵琶湖上の他の道路橋として、南側約3kmに瀬田川大橋（国道1号）、北側約19kmに琵琶湖大橋（国道477号）がある。

## 概要
湖南横断橋とも呼ばれ、国道1号のバイパスとしての機能を持つ。船の航路にあたる部分のみがややせり上がり、それ以外の部分は湖面約10 m（メートル）を直線状にのびる構造である。

### 橋梁データ
- 全長 : 1,290m
- 最高点における水面からの高さ : 11.7m

 旧橋（東行き）
- 橋梁施工 : 1974年（昭和49年）9月
- 上部工構造 : ポストテンション方式単純T桁橋（24連）+3径間連続ラーメン箱桁（1連）
- 下部工構造 : 逆T式橋台×2、張出式橋脚×22、壁式橋脚×4、鋼管杭基礎
- 幅員 : 11.75m

新橋（西行き）
- 橋梁施工 : 1985年（昭和60年）3月
- 上部工構造 : ポストテンション方式単純T桁橋（24連）+3径間連続ラーメン箱桁（1連）
- 下部工構造 : 逆T式橋台×2、張出式橋脚×22、壁式橋脚×4、鋼管杭基礎
- 幅員 : 10.35m

## 歴史
近江大橋は大津市と瀬田町との合併時に計画されたものであるが、1968年（昭和43年）には橋梁の東端を草津市新浜町にすることを前提に草津市も建設事業に参加することになった。そして、市町村営の有料道路は認められていないことや建設費の問題から滋賀県道路公社の有料道路として建設された。最初は2車線で建設されたが、取り付け道路も含め4車線化することを想定して用地買収や基礎工事が行われ、1981年（昭和56年）9月には拡幅工事に着手、1985年（昭和60年）3月に竣工している。
- 1974年（昭和49年）9月26日：開通[2]。
- 1985年（昭和60年）3月31日：4車線化拡幅完成。
- 1995年（平成7年）3月：完成。
- 2013年（平成25年）12月26日：無料開放。

## 近江大橋有料道路
近江大橋有料道路（おうみおおはしゆうりょうどうろ）は、滋賀県大津市丸の内町から滋賀県草津市木川町に至る、かつて存在した一般有料道路である。2013年12月26日をもって無料開放された。滋賀県道路公社が管理していた。
有料道路であるものの、大津市丸の内町・草津市新浜町間の大橋以外の取付道路区間は無料で通ることができた。
矢橋中央交点の南北で認定されている路線が変わる。当該交点よりも南（近江大橋側）が滋賀県道18号大津草津線で、北（木川側）が滋賀県道42号草津守山線である。

### 路線データ

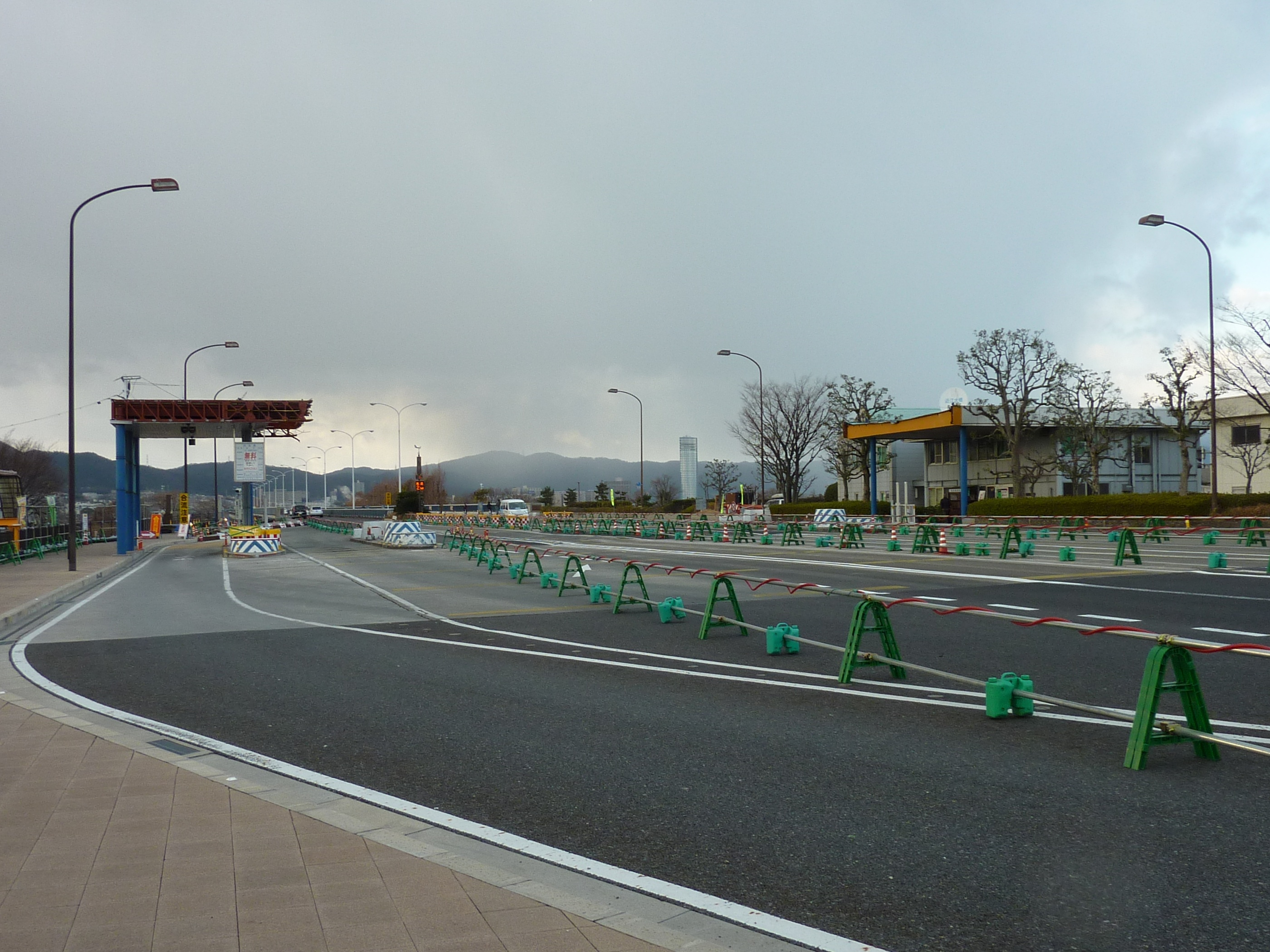
近江大橋料金所跡。2013年12月26日の無料化後、31日までに大部分が撤去された。

- 路線名：滋賀県道18号大津草津線・滋賀県道42号草津守山線
- 起点：滋賀県大津市丸の内町
- 終点：滋賀県草津市木川町
- 延長：6.1km（内1.29kmが近江大橋）
- 車線数：4車線
- 事業費：約205億円
- 無料開放日：2013年12月26日[6]
  - 無料開放予定日は当初2012年9月26日であった。これについて、2011年（平成23年）2月23日の滋賀県議会で、嘉田由紀子知事は「補強工事の点検調査中で、結果によって料金徴収期限の延長がありうる」と語り、無料化時期がずれこむ可能性を示した[7]。その後、約1年3ヶ月の有償期間延期が決定されている[8]。
  - 無料開放について、2013年7月30日に大津市・高島市を除く県内11市長が「維持管理費が道路財源を圧迫する」として再検討を求める要望書を滋賀県に提出した[9]。これに対し、嘉田知事は「国から有料継続を拒否された。『国と交渉してください』としか言えない」と述べ、大津市の越直美市長は地元の要望や渋滞緩和の期待を理由に予定通りの無料化を主張した[9]。

有料道路時代の通行台数は、1,188万台/年（2012年度）、1日平均すると約32,600台である。琵琶湖大橋の利用者数と拮抗している。

### 無料化前の通行料金
| 車種          | 料金  |
| ------------- | ----- |
| 軽自動車等    | 100円 |
| 普通車        | 150円 |
| 大型車 (1)    | 260円 |
| 大型車 (2)    | 570円 |
| 軽車両等      | 20円  |
| 歩行者 自転車 | 無料  |

（無料化直前の2013年12月25日現在の料金）

## 地理

### 周辺施設
大津側
- 膳所城跡公園

草津側
- イオンモール草津
- パワーセンター大津
- びわこの千松